# Tennersreuth
Tennersreuth ist ein Gemeindeteil des Marktes Stammbach im Landkreis Hof (Oberfranken, Bayern). Tennersreuth liegt in der Gemarkung Fleisnitz.

## Geografie
Der Weiler liegt auf freier Flur an der Ölschnitz und am Angerbach, der innerorts als rechter Zufluss in die Ölschnitz mündet. Eine Gemeindeverbindungsstraße führt an Kirschbaum vorbei nach Streitau zur Kreisstraße BT 7 (1,7 km südwestlich) bzw. an Höflein vorbei nach Fleisnitz zur Kreisstraße HO 20 (2 km nordöstlich). Eine weitere Gemeindeverbindungsstraße führt nach Oberbuch (0,9 km nordwestlich). Geologisch liegt Tennersreuth im Südwesten des naturräumlichen Gebietes der Münchberger Gneismasse.

## Geschichte
Tennersreuth wurde im 11./12. Jahrhundert gegründet. In einer Amtsbeschreibung des markgräflichen Vogteiamt Stammbach des Jahres 1480 wird Tennersreuth aufgelistet, ebenso im Landbuch von Stammbach des Jahres 1535. Laut dem Lehens- und Zinsbuch des Klosters Himmelkron (1500 bis 1533) war ein halbes Gütlein im Ort zinspflichtig, nach der Säkularisation im Jahr 1569 wurde daraus das markgräfliche Stiftskastenamt Himmelkron.
Gegen Ende des 18. Jahrhunderts bestand Tennersreuth aus neun Anwesen. Die Hochgerichtsbarkeit sowie die Dorf- und Gemeindeherrschaft stand weiterhin dem Vogteiamt Stammbach zu. Grundherren waren
- das Stiftskastenamt Himmelkron: 2 Halbgüter, 1 Söldengut;
- das Kastenamt Gefrees: 1 Halbhof, 1 Mühle;
- das Kastenamt Kulmbach: 1 Viertelhof;
- das Gotteshaus Stammbach: 2 Höfe;
- das Verwaltungsamt Streitau: 1 halbes Söldengut.[11]

Von 1797 bis 1810 unterstand Tennersreuth dem Justiz- und Kammeramt Gefrees. Infolge des Ersten Gemeindeedikts wurde Tennersreuth dem 1812 gebildeten Steuerdistrikt Streitau und der zugleich entstandenen Ruralgemeinde Fleisnitz zugewiesen. 1938 erfolgte die Eingemeindung nach Stammbach.

### Baudenkmäler

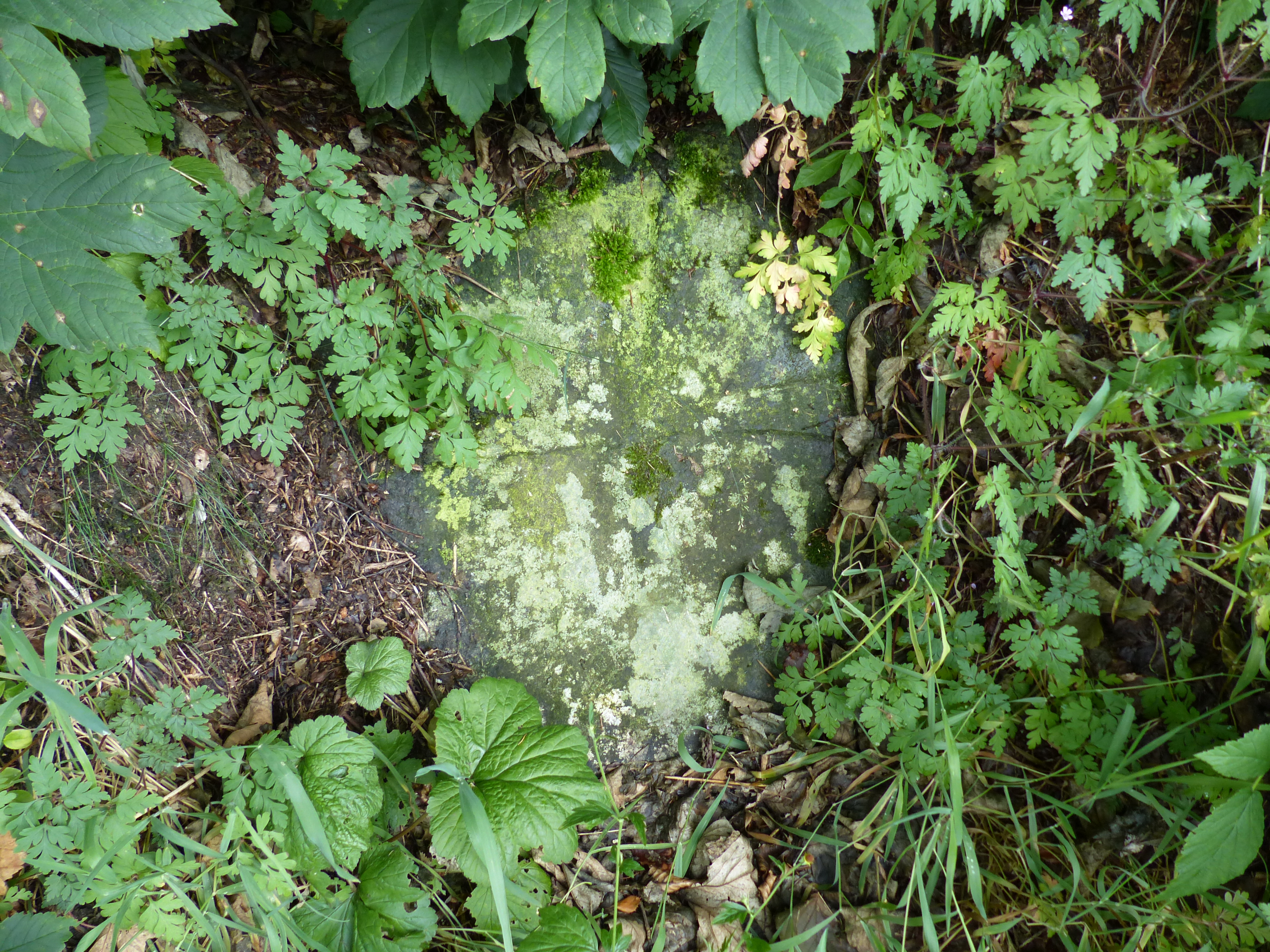
Graniterner Kreuzstein aus dem 18. Jahrhundert

- graniterner Kreuzstein aus dem 18. Jahrhundert an der alten Straße nach Witzleshofen.[14]

### Einwohnerentwicklung
| Jahr      | 1812   | 1819   | 1861   | 1871   | 1885   | 1900   | 1925   | 1950   | 1961   | 1970   | 1987  |
| Einwohner | *61    | 63     | *86    | 71     | 62     | 53     | 57     | 56     | 43     | 34     | 26    |
| Häuser    | *10    |        |        |        | 11     | 10     | 9      | 9      | 9      |        | 8     |
| Quelle    | [ 12 ] | [ 16 ] | [ 17 ] | [ 18 ] | [ 19 ] | [ 20 ] | [ 21 ] | [ 22 ] | [ 23 ] | [ 24 ] | [ 1 ] |

## Religion
Tennersreuth ist seit der Reformation evangelisch-lutherisch geprägt und bis heute nach St. Maria (Stammbach) gepfarrt.